# 휘호 클라우스

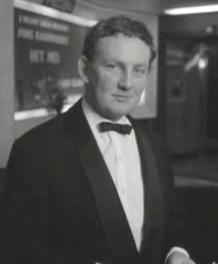
휘호 클라우스

휘호 클라우스(Hugo Claus, 1929년 4월 5일 ~ 2008년 3월 19일)는 벨기에의 작가이다.
2008년 3월, 벨기에 안트베르펜 미을하임 병원에서 합법적으로 안락사하였다.